# Villar de Domingo García (kommunhuvudort)
Villar de Domingo García är en kommunhuvudort i Spanien.   Den ligger i provinsen Provincia de Cuenca och regionen Kastilien-La Mancha, i den centrala delen av landet, 120 km öster om huvudstaden Madrid. Villar de Domingo García ligger 944 meter över havet och antalet invånare är 272.
Terrängen runt Villar de Domingo García är kuperad åt nordost, men åt sydväst är den platt. Runt Villar de Domingo García är det ganska glesbefolkat, med 26 invånare per kvadratkilometer. Närmaste större samhälle är Villalba de la Sierra, 17,1 km öster om Villar de Domingo García. Trakten runt Villar de Domingo García består till största delen av jordbruksmark.